# La Celle-sous-Montmirail
La Celle-sous-Montmirail korábbi község Franciaországban, Aisne megyében. Lakosainak száma 119 fő (2018. január 1.). La Celle-sous-Montmirail Vendières, Mécringes, Rieux, Montdauphin, Montenils és Montolivet községekkel határos.
2016. január 1-jén három másik korábbi községgel egyesült és az így létrejött Dhuys et Morin-en-Brie új község része lett.

## Népesség
A település népességének változása:
| Lakosok száma | 98   | 79   | 63   | 82   | 81   | 111  | 115  | 116  | 118  | 119  |
|               | 1962 | 1968 | 1982 | 1990 | 1999 | 2008 | 2011 | 2013 | 2017 | 2018 |